# Эбботт, Уилбер Кортес
Уилбер Кортес Эбботт (англ. Wilbur Cortez Abbott; 28 декабря 1869, Кокомо, Индиана — 1947, Бостон) ― американский историк и педагог. Специалист по Оливеру Кромвелю.

## Биография
Родился в городе Кокомо, штат Индиана в 1869 году. В 1892 году окончил Уобаш-колледж. После этого учился в Корнеллском университете в 1892—1895 годах и в Оксфордском университете в 1897 году, где он получил учёную степень B. Litt.
Работал в различных высших учебных заведениях США (Корнеллский университет, Мичиганский университет, Дартмутский колледж, Канзасский университет). С 1908 года и далее преподавал в Йельском университете. Получил широкое внимание американских научных кругов после публикации труда под названием «Расширение Европы» (The Expansion of Europe) в 1917 году.
В 1920 году Эбботту предложили должность в Гарвардском университете, на место Гарольда Ласки, до этого покинувшего заведение. В Гарварде Эбботт стал профессором кафедры истории. Тогда же он стал акционером Harvard Cooperative Society и сотрудником Lowell House.
Был избран членом Американской академии искусств и наук в 1921 году.
Был ярым поклонником Оливера Кромвеля. Посвятил различным аспектам его биографии множество научных работ.

## Работы
Был автором множества научных трудов:
- Colonel Thomas Blood, Crown Stealer (1911)
- Expansion of Europe (1917)
- Colonel John Scott of Long Island (1918)
- Conflicts with Oblivion (1924)
- The War and American Democracy
- The New Barbarians (1925)
- A Bibliography of Oliver Cromwell (1929)
- New York in the American revolution (1929)